# 爱尔兰
爱尔兰（常被称之为爱尔兰共和国是一个位于西北欧的沿海国家，由爱尔兰岛上的32个县中的26个组成，人口约540万。首都及最大城市为都柏林。该国家仅与英國的構成國北爱尔兰享有陆地边界。除此之外，爱尔兰四周被大西洋环绕，其南临凯尔特海，东南接聖佐治海峽，东面为爱尔兰海。
爱尔兰是一个單一議会制共和国。其立法机构被称之为愛爾蘭國會，由众议院和参议院组成。爱尔兰总统是爱尔兰的国家元首，主要承担礼仪性职责，但在特定宪法规定的情况下享有有限的权力。爱尔兰总理为爱尔兰的政府首脑，由众议院选举产生，并由总统任命。
现今的爱尔兰共和国最初起源于1922年成立的爱尔兰自由邦。爱尔兰自由邦根据当年英国与爱尔兰代表签订的《英爱条约》建立，是一个享有自治地位的英联邦领地。1937年，爱尔兰通过新宪法，将国名正式定为“爱尔兰”，并设立由选举产生但不掌握行政实权的总统职位，标志着该国事实上成为共和国。1949年，《1948年愛爾蘭共和國法令》正式生效，爱尔兰由此在法律上正式成为共和国。爱尔兰于1955年加入联合国，并于1973年加入欧盟的前身——欧洲经济共同体。在20世纪的大部分时间里，爱尔兰与北爱尔兰之间缺乏制度化的官方联系。然而，到20世纪80年代和90年代，英国政府开始与爱尔兰政府及北爱尔兰各政党合作，共同化解了被称为“北爱尔兰问题”的暴力冲突。1998年，《贝尔法斯特协议》（又称《耶稣受难日协议》）签署后，爱尔兰政府与北爱尔兰行政院开始在南北部长理事会框架下，就多个政策领域开展合作。
爱尔兰是一个发达国家，其生活品质位居世界前列。2022年，在调整不平等因素后，其人类发展指数排名全球第六。仅次于冰岛、挪威、丹麦、瑞士和芬兰。该国在醫療保健、经济自由和新闻自由等方面亦位居全球前列。根据2024年《全球和平指數》报告，爱尔兰被评为全球第二和平国家，仅次于冰岛。
爱尔兰目前是欧盟成员国，同时也是欧洲委员会和经济合作与发展组织的创始成员国。自第二次世界大战以来，爱尔兰政府一直奉行军事中立政策，并采取不结盟政策以保持中立，因此该国并非北约成员国。然而，爱尔兰仍加入了北约主导的和平伙伴关系计划，并参与了永久合作架構的部分项目。爱尔兰经济发达，其首都都柏林是欧洲主要的金融中心之一，亦在全球人均GDP和人均国民收入方面位居全球前列。加入欧洲经济共同体后，爱尔兰政府推行了一系列自由经济政策，促进了1995年至2007年的经济高速增长，这一时期的爱尔兰被誉为“凯尔特之虎”。然而，随后爆发的经济大衰退导致爱尔兰经济低迷，GDP出现负增长。而房地产泡沫的破裂则进一步加剧了爱尔兰的经济衰退。这种状况持续至2014年，随后爱尔兰经济迎来新一轮强劲增长。

## 名稱
古希臘探險家皮西亞斯是目前已知最早记錄愛爾蘭的人，在他的書中稱呼該地為「Iérnē」，羅馬時期學者托勒密則將該名轉寫為「Iouerníā」。而羅馬歷史學家塔西佗則在著作阿古利可拉傳中，將該名稱意譯為拉丁文「希伯尼亞」（Hibernia，意為冬之地）；在明代《坤輿萬國全圖》中，愛爾蘭島被標示為「喜百泥亞」。今日愛丁堡的球隊希伯尼安足球俱乐部亦得名於此。
今日的國家名稱「愛爾蘭」，是曾经聯合王國和愛爾蘭間的爭議來源。這些爭議来自于愛爾蘭島的一部份屬於英國，这也导致一名在英國被視為不適當。
1937年通過的《愛爾蘭憲法》明訂，「國家的名稱是『愛爾蘭』，在英語則是『Ireland』」。于1948年通過的《1948年愛爾蘭共和國法令》规定將國家改制為共和國，并于第二條中說明可以「描述」该國為愛爾蘭共和國（Republic of Ireland）。但為了避免違憲，這個法令並沒有直接將國號命名為愛爾蘭共和國，所以其在憲法上的國號仍是「愛爾蘭」。
1989年，愛爾蘭共和國最高法院称，愛爾蘭共和國當局不應該強迫要求他國使用為正式名稱。法官認為：“如果连这个国家正在寻求援助的国家的法院都不愿意维护这个国家的宪法，那么在我看来，其国际公认的名称的证明权应当回到这些国家，直到它们被修改。”在爱尔兰政府和英国政府的緊張關係結束後，1998年4月10日（耶稣受难日）通過的《贝尔法斯特协议》，确定了有關北愛爾蘭問題的解决方案及愛爾蘭共和國的聲明。之後英國接受了使用“愛爾蘭”来表示都柏林政府的國際協議，並开始使用該名稱。

## 历史

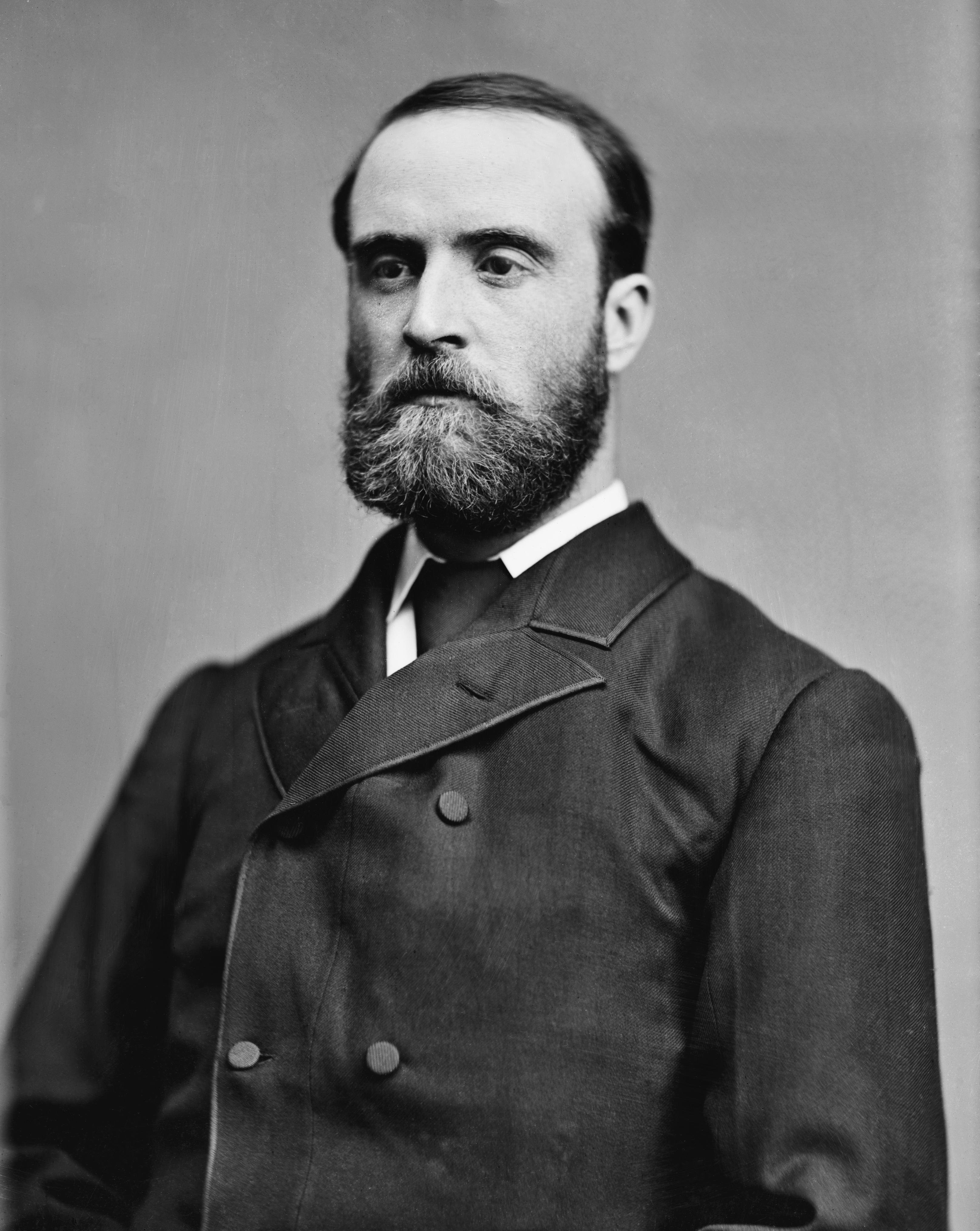
愛爾蘭大约在公元前6600年左右有先民定居。公元前一百五十年左右，愛爾蘭出現了五個王國；西元一六零九年，英格蘭完全佔領該地區。愛爾蘭議會1882年由查爾斯·斯圖爾特·帕內爾成立

爱尔兰在1801-1922年为大不列颠和爱尔兰联合王国的一个组成部分。1845年因為馬鈴薯欠收問題造成，英國政府在有条件進口美洲糧食的情況下，不仅未提供有价值的協助，更对粮食进口百般阻挠，造成愛爾蘭人口在短短几年内减少了四分之一、上百万人死于饥荒，讓許多愛爾蘭人對英國產生不滿。1916年4月愛爾蘭爆發了復活節起義，正值第一次世界大戰英德兩國交戰，德意志帝國為了給英國制造麻煩運送了愛爾蘭人軍火物資抗英，儘管如此，最後起義被鎮壓。1919年，大多数於1918年大选中当选的爱尔兰议员拒绝在英国下议院任职，他们自行组成了爱尔兰议会，并於1919年1月以独立的“爱尔兰共和国”的名义发布了单方独立宣言。当时，爱尔兰没有得到国际上的承认，但在英爱战争（亦称爱尔兰独立战争）后，英爱双方代表达成英爱条约，给予爱尔兰合法的自治权，即自治领地位。爱尔兰成立爱尔兰自由邦，领土包括爱尔兰全岛，但条约允许北方六郡（即北爱尔兰）不参加爱尔兰自由邦。爱尔兰自由邦宪法同时规定，爱尔兰为君主立宪制，爱尔兰国王由英国国王兼任，同时设立总督职位，议会实行两院制，成立“行政委员会”（即内阁），设立行政委员会主席职务。
1937年12月29日，爱尔兰自由邦采用了新的爱尔兰宪法，将国名正式定为“爱尔兰”，设立爱尔兰总统职位，但国王继续根据1936 年行政權力（對外關係）法在国际上仍視为愛爾蘭國家象征。二戰中，愛爾蘭保持中立，是當時英聯邦唯一宣佈中立的國家。然而1940年5月納粹德國為了配合海獅計劃入侵英國，制定了入侵愛爾蘭的作戰計劃，代號為綠色行動。6月英愛兩國制定了反制行動「W計劃」來防止潛在的入侵，但隨著英國堅守本土，使德國在不列顛空戰戰败，綠色行動被擱置。
1949年4月1日通过的《1948年愛爾蘭共和國法令》，正式废除君主制，将国王职权全部交予总统，爱尔兰成为共和国。根据爱尔兰宪法第4条，“爱尔兰（Éire）”为国家名称，同时第2、3条宣称爱尔兰对北爱尔兰也享有主权（此文已於1999年废除），所以爱尔兰共和国在外交领域一般也自称“Éire”（如爱尔兰宪法、爱尔兰总统）。但由于英国对北方六郡实际行使主权，许多国家避免直接使用“Éire”字眼，以照顾北爱尔兰的立场，避免偏袒之嫌。
爱尔兰於1949年4月宣布成立共和国之后，自动退出了英联邦。（英联邦於1950年才更改规则，允许印度以共和国的身份留在英联邦之内。）虽然爱尔兰并没有重新申请加入英联邦，但是它保留了许多成员国的权利，在英聯邦享有特殊地位。
爱尔兰於1955年加入联合国，1973年加入欧洲经济共同体（即现在的欧洲联盟）。爱尔兰历届政府一直致力于爱尔兰和平统一，同时与英国合作解决北爱尔兰暴力冲突问题。爱尔兰与北爱尔兰选民於1998年所通过的贝尔法斯特协议正在实施中。

## 政治
愛爾蘭為單一制共和國，實行議會共和制。
愛爾蘭總統為國家元首，任期為7年，直選產生，可連任一屆。總統並無實際行政權，但在愛爾蘭國務院的建議下有一定的權力和職務，包括解散國會。
愛爾蘭總理由國會提名，總統任命，一般上由第一大黨黨魁或聯合政府首領擔任。
憲法規定內閣人數不超過15人，其中上議院議員不超過2人，同時總理、副總理、財政部長必須是下議院議員。
愛爾蘭執政黨現為總理邁克·馬丁所帶領的愛爾蘭共和黨與愛爾蘭統一黨和愛爾蘭綠黨聯合執掌的政府。前兩者雖然政治立場相近，但於歷史上長期對立，此前未曾合組政府。主要反對黨則為新芬黨，是一個激進左翼的政黨，主張以包括武力在內的任何方式統一愛爾蘭。國內大部分主流的政黨包括共和黨、統一黨和工黨均為中間派政黨，經濟和社會政策立場相近，惟在對英國和歐盟的態度則有分歧。

### 政府架構
愛爾蘭國會為兩院制，分為愛爾蘭上議院和愛爾蘭眾議院。
上議院實權很小，由60名議員組成，其中11名由總理提名，3名由愛爾蘭國立大學畢業生選出，3名由都柏林大學畢業生選出，43名從五個特殊職業領域（文化、農漁、勞工、工商、社會）選出。
眾議院實權較大，由166名議員組成，每個選區選出三到五名代表，代表愛爾蘭共和國境內42個選區，選舉按比例代表制用可轉移單票制系統進行。按照愛爾蘭憲法，議會選舉至少為5年一次，但總理可以向總統要求提前解散眾議院。2016年大選議席將減少8席。
選舉按比例代表制用可轉移單票制產生，包括眾議院選舉（1921年以來）、歐洲議會選舉、地方政府選舉。

### 法律

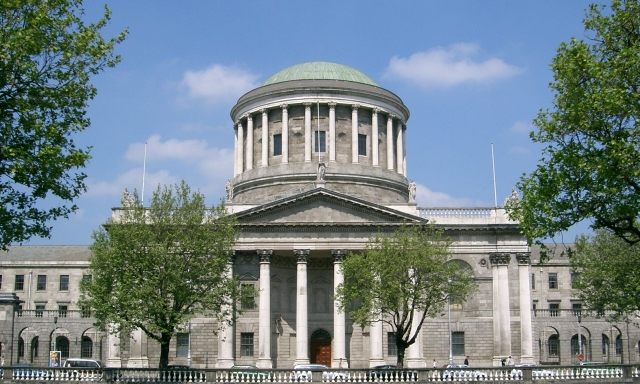
四法院

四法院，於1802年建成，是愛爾蘭的最高法院，高等法院和都柏林巡迴法院。

### 軍事
愛爾蘭國防軍包括陸軍、海軍、空軍和儲備國防軍，軍隊規模小但是裝備精良，有近10,000名現役軍人。1922年建軍，國防力量分為常備部隊（PDF）和後備役部隊（RDF）；常備軍包括陸、海、空三軍，後備役部隊則由陸軍後備部隊和海軍後備部隊組成。總統為武裝部隊最高統帥，武裝部隊直接由國防部領導；實行志願兵役制，預備役期為6年，正規軍服役期3年。2008年3月，愛國防部發布了《2008年-2012年戰略規劃》，提出將建設能在國內外靈活部署的、並保有持續性的軍事力量，愛堅持軍事中立但支持聯合國維和行動，繼續支持歐盟安全與國防政策，維持与北約良好關係，國防預算為18億歐元。

## 地理

### 位置範圍
愛爾蘭島面積為84,421平方公里，其中愛爾蘭共和國約占70,273平方公里，其餘部分為英國所轄的北愛爾蘭。愛爾蘭島西臨大西洋，東北隔北海峽與蘇格蘭相望，東臨愛爾蘭海，東南隔聖喬治海峽與威爾斯相望，南臨凱爾特海。

### 地表景觀
愛爾蘭西海岸多為懸崖、丘陵等（最高點為卡朗突奧山，海拔1,041米）。島內地形比較平緩，多為農田，香農河為主要河流，其他重要河流如利河，同時也有幾個大湖泊。島中央河谷地區沼澤眾多，盛產泥煤。愛爾蘭的外形常被詼諧地描繪成一隻可愛綠熊的側身剪影（愛爾蘭全島），主要為丘陵地形及原野，遍佈著森林及湖泊。
其中在愛爾蘭島西海岸的莫赫懸崖，是全歐洲最高聳的懸崖之一，懸崖沿着愛爾蘭西海岸綿延8公里，也是愛爾蘭最重要的海鳥棲息地，懸崖上生長着許多珍稀植物品種，還是眾多電影的取景地。

### 氣候
愛爾蘭為温帶海洋性氣候，受北大西洋暖流影響，冬暖夏涼，在冬季時氣溫很少低於攝氏-5℃（華氏25 °F），在夏季時不超過攝氏29℃（華氏79 °F）。有紀錄以來在愛爾蘭的最高溫度為攝氏33.3℃間（華氏91.9 °F）在1987年6月26日基爾肯尼郡測得，而記錄的最低溫度為攝氏 -19.1℃間（華氏 -2.4 °F），在斯萊戈郡測得。雨水非常充沛，一些地區一年有275個降水日。主要城市有位於東岸的首都都柏林、西南的科克、西岸的利默里克和高威、和東南岸的沃特福德。（參見愛爾蘭城市列表）在冬季時全島降雨較為普遍，夏季前幾個月有些微降雨。西部地區受到西南風影響下降雨較大，同時東岸及都柏林降雨最少。日照時數最高的地點在愛爾蘭島的東南部。北部與西部海岸有全歐洲最大的風場，具有風力發電的潛力。

### 世界遺產
直至2011年為止，愛爾蘭共有兩處世界遺產，博因宮與斯凱利格·邁克爾島。
位於愛爾蘭東北部的米斯郡的考古集合體（博因宮），其中的紐格萊奇墓是愛爾蘭最為著名的史前墳墓之一，紐格萊奇墓大約建造於新石器時代的公元前3,200年左右，至凱爾特人到來後，紐格萊奇墓被認為是他們的神的居所。博因宮在凱爾特神話中經常出現。紐格萊奇的墓室通道大約有60英尺長，通向一個有三個凹室(recess)的房間。墓室以完整的密封的拱頂支撐。覆蓋墓室的石冢大約有20萬噸重，由97塊巨石組成的地基支撐。紐格萊奇墓結合了天文學上的研究，從這個現象可以得知紐格萊奇墓的建造比埃及金字塔早約500年，比巨石陣早約1,000年。這可能反映了建造者要表達新的一年的開端，或是生對死的勝利。

## 外交
愛爾蘭由1973年開始成為歐盟會員國。愛爾蘭的外交政策大部份參考歐盟的外交政策，並和英國及美國保持密切和友好關係。愛爾蘭保持傳統的不結盟立場，以增加和世界主要國家的政治、經貿及文化關係為宗旨，並對落後和戰亂地區提供各種經濟及人道援助，因愛爾蘭維持已久的中立外交模式，所以它不是北大西洋公約組織的成員國，但与其有和平夥伴關係。

## 行政區域
愛爾蘭共和國傳統分為26個郡（不含北愛爾蘭六郡），舊有的愛爾蘭省份，歷史上劃分成4個省份，分別為阿爾斯特省、倫斯特省、芒斯特省及康諾特省，其中都柏林地區已分為三个郡和一個城市，其他地區又設立了二個城市，2014年地方政府改革法令中規定，改為31個地方政府：26個郡議會政府，二個市郡議會政府及三個城市議會政府。以下（除都柏林地區及三市政府）的市轄區，免去市議會政府先前的系統。
所以現時實際上是31個郡及行政區：
|  | 1. 芬戈 2. 都柏林市 3. 邓莱里-拉斯当 4. 南都柏林 5. 威克洛 6. 韦克斯福德 7. 卡娄 8. 基尔代尔 9. 米斯 10. 劳斯 11. 莫纳亨 12. 卡文 13. 朗福德 14. 西米斯 15. 奥法利 16. 利施 | 1. 基尔肯尼 2. 沃特福德 3. 科克市 4. 科克郡 5. 凯瑞 6. 利默里克 7. 蒂珀雷里 8. 克莱尔 9. 戈爾韋 10. 戈爾韋市 11. 梅欧 12. 罗斯康门 13. 斯莱戈 14. 利特里姆 15. 当尼戈尔 - 灰色部分為北愛爾蘭（英國管轄） |

## 交通

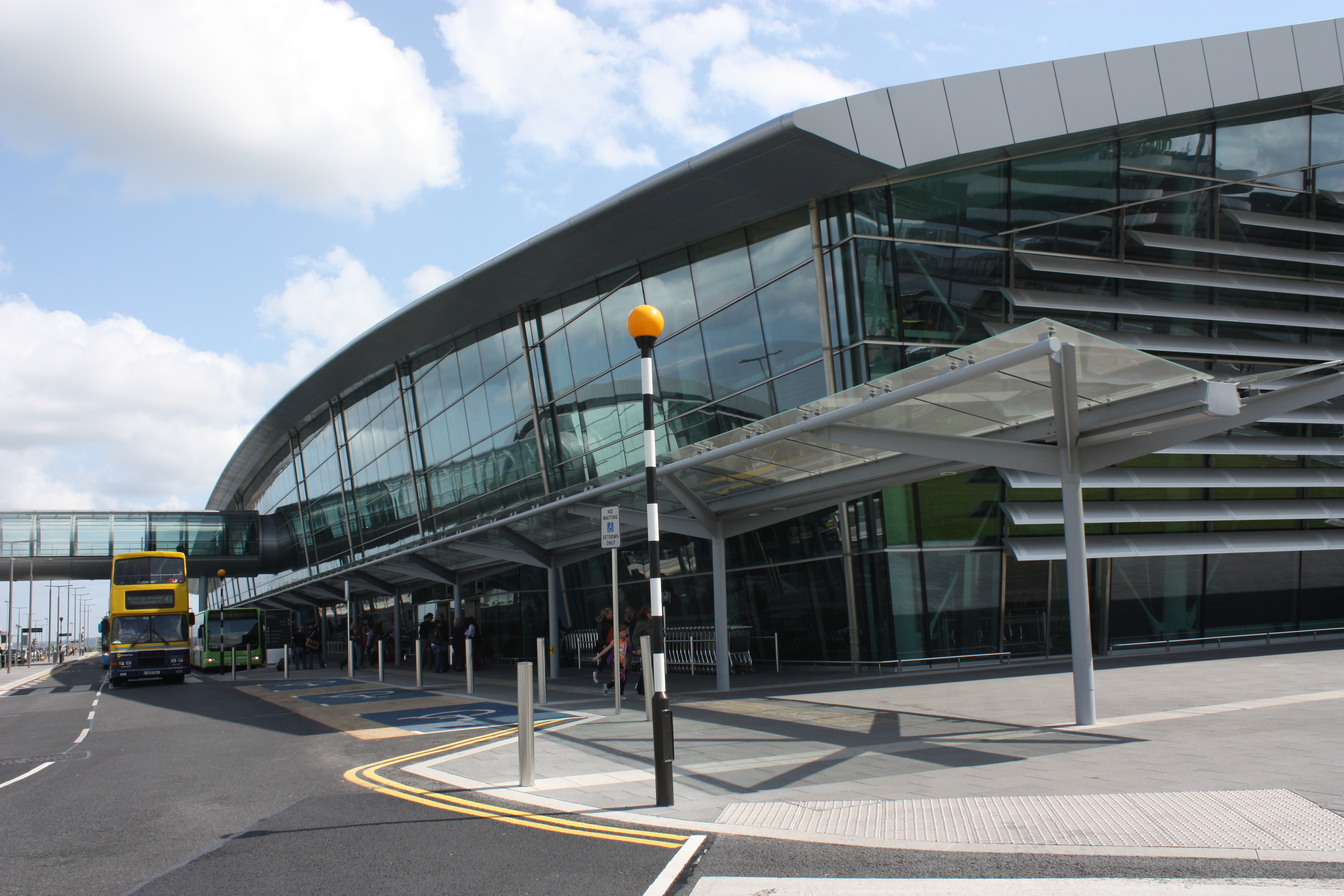
都柏林機場2號航站楼

愛爾蘭的三個主要國際機場位於都柏林、香農和科克，也有許多歐洲和洲際航線的定期和包機服務。其中倫敦與都柏林之間的航線是歐洲最繁忙的國際航線，每年有450萬人在這兩個城市之間的飛行，2006年，愛爾蘭航空為愛爾蘭的國家航空公司，但瑞安航空卻是愛爾蘭全國最大的航空公司。瑞安航空公司也是歐洲最大的廉價航空公司，在乘客數量方面是世界第二大。
境內提供鐵道服務的是愛爾蘭鐵路，負責經營國內路線，在愛爾蘭提供乘客和貨運鐵路服務。都柏林站的主要鐵路線路中心是休斯站和康諾利站，鏈接到全國各主要城市與城鎮。也有經營連接都柏林和貝爾法斯特的路線。都柏林市區已改善公共交通網絡，包括都柏林地區捷運，市區輕軌（Luas），都柏林巴士，和自行車出租系統（dublinbikes）。

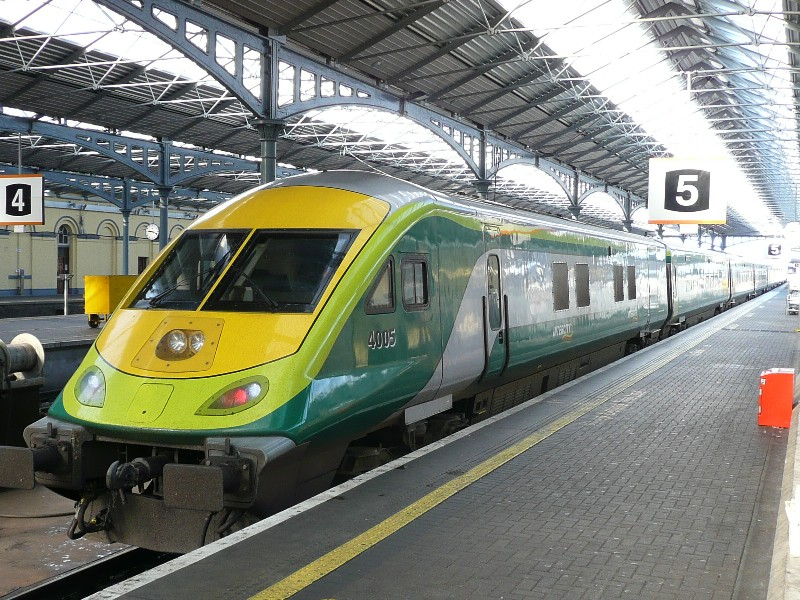
休斯敦車站的城際列車

愛爾蘭的三種主要道路類型有，高速公路、國家一級公路和國家二級公路，而區域道路和地方道路管理由地方政府管轄。主要集中在首都的道路網絡，高速公路目前正在擴展到其他城市，作為運輸21資本投資計劃的一部分。目的是在2006-2015年期間顯著擴大和改善愛爾蘭的交通網絡。都柏林為交通改善計畫的重點，如東環線和西環線收費橋樑，以及都柏林港隧道。科克市主要隧道為穿越利河的傑克·林奇隧道，另外利默里克隧道則穿越香農河。
愛爾蘭主要航空公司有愛爾蘭航空、瑞安航空、城捷航空。

## 经济

### 發展

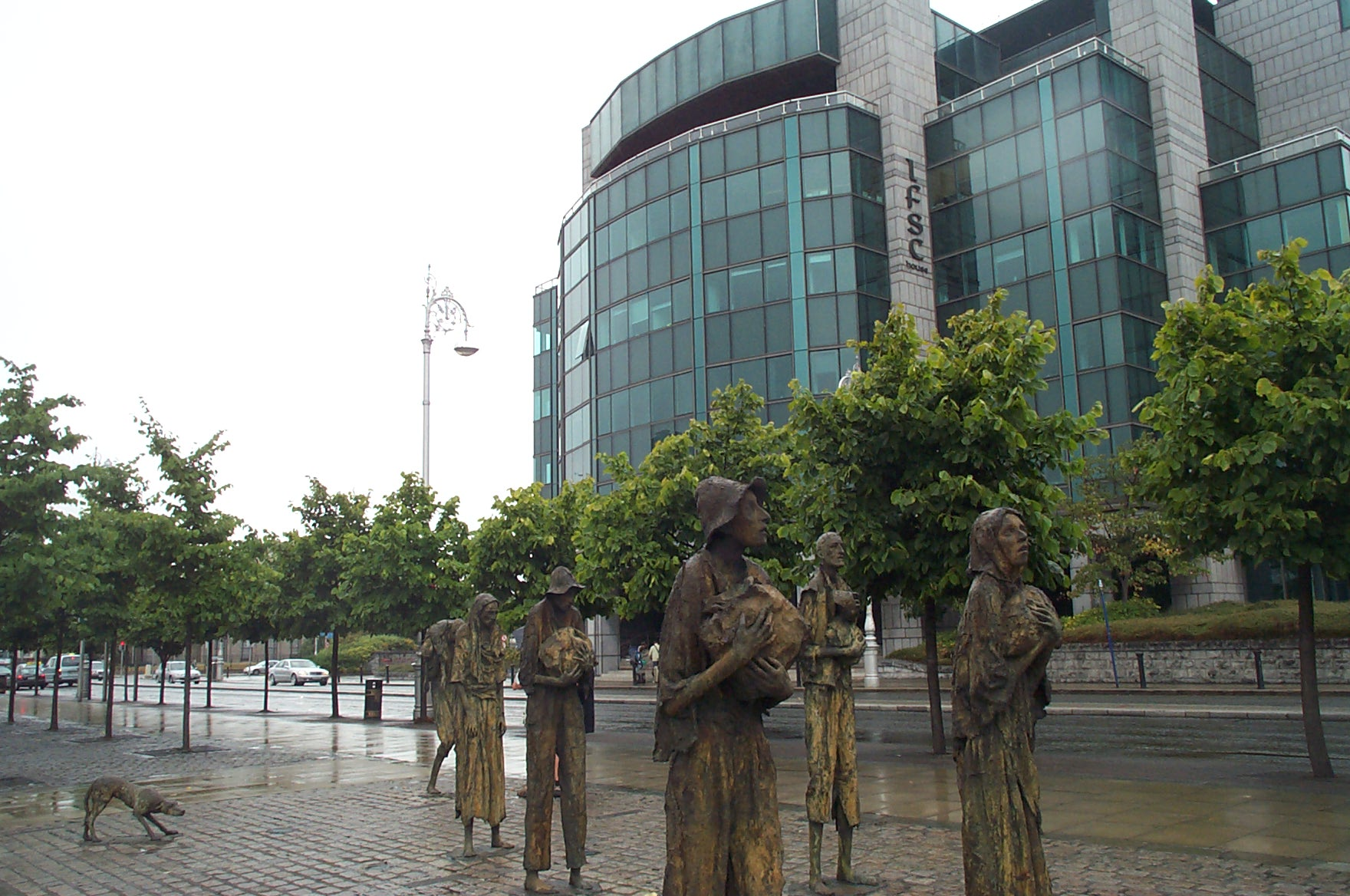
位於都柏林國際金融服務中心，與飢荒紀念館

爱尔兰经济規模较小，主要依赖出口贸易。1995年至2000年之间，爱尔兰取得了10%的经济增长率，在欧洲名列前茅，2003年成为世界上人均GDP排名第二的国家（仅次于卢森堡），因而赢得了凯尔特之虎的美誉。农业的主导地位已被工业所取代，而工业占GDP的38%，总出口量的80%，以及劳动力资源的28%。虽然出口贸易依然是爱尔兰经济的主要支柱，但近年来国内消费额的提高以及建筑业和投资方面的复苏也带动了经济的持续发展。

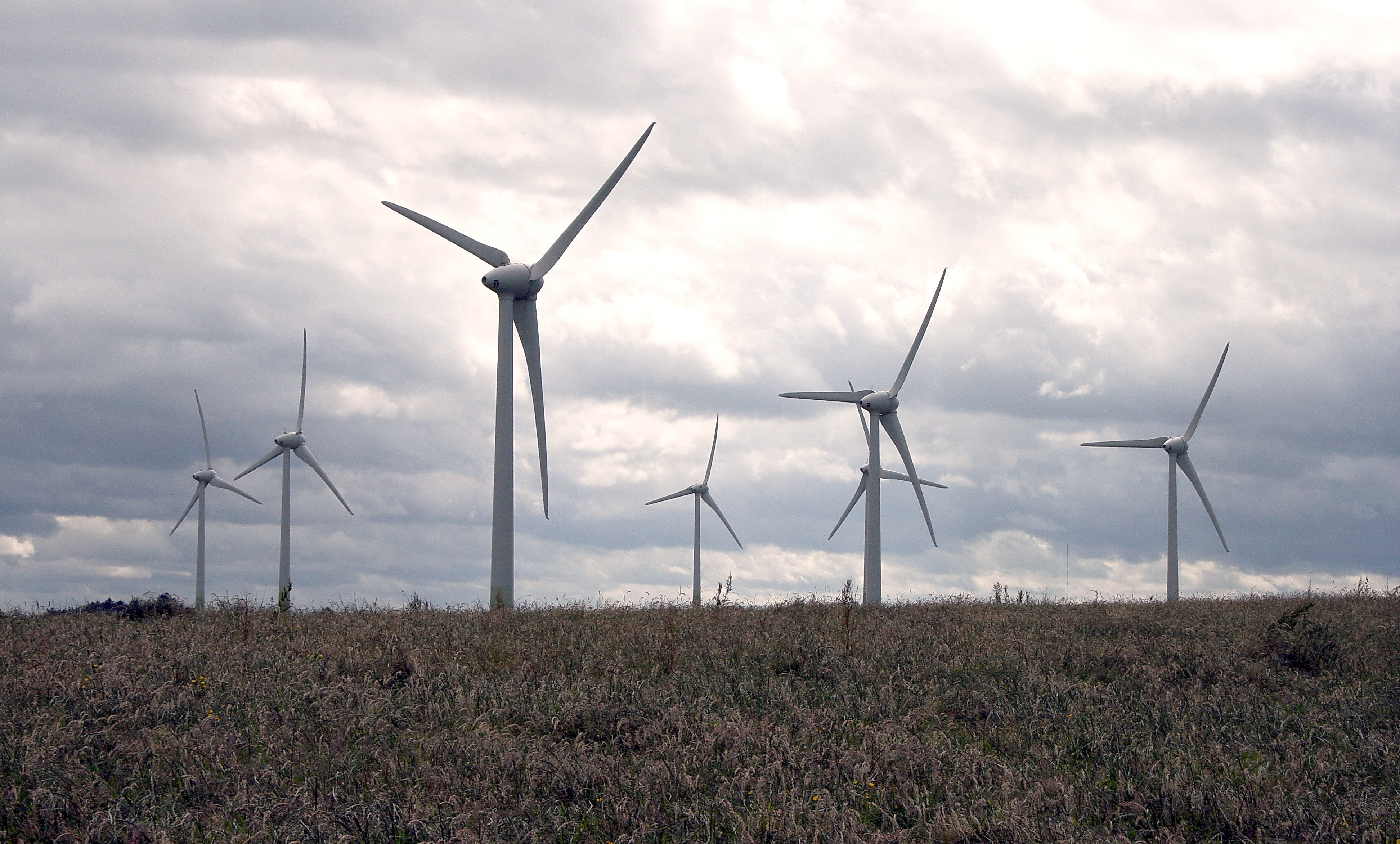
在韋克斯福德郡的風力發電場

近十年来，爱尔兰政府以控制通货膨胀、减少租税负担、减少政府開銷、提高劳动力素质、鼓励外商投资为目的，采取了一系列的经济措施。1999年1月，爱尔兰与其他11国参加了欧元区。2001年的全球经济放缓，对爱尔兰也有一定影响，高科技的出口增长率下降了一半。GDP增长率仍然较高，2001年与2002年均为6%。GNP增长率并不理想，2001年下降了三分之一，2002年继续低迷。
2008年下半年的全球金融海嘯，使愛爾蘭進入連續三個月的經濟萎縮。
2010年，該國經濟衰退正式結束，出口逐漸回溫。但由於借款及銀行資本重整的成本顯著上升，愛爾蘭接受85億歐元的援助方案，以及來自於歐盟、國際貨幣基金組織（IMF）和英國，瑞典和丹麥的雙邊貸款。

### 農業
愛爾蘭農業與食品發展部，是愛爾蘭負責農業食品的研發中心、培訓及諮詢服務的一個半國有的權威機構。這個機構有大量縣級諮詢中心、學院及研究中心來執行其主要職能。愛爾蘭農業與食品發展部的總部位於卡洛的橡樹公園社區(Oak Park Estate)。

### 貨幣
愛爾蘭至1999年1月1日加入歐元區，使用欧元。

### 通訊

#### 電話
愛爾蘭的電話話碼分配給電信業者。愛爾蘭國際電話國碼為+353，其區碼如下。
- 01—都柏林市、都柏林郡與部分基爾代爾郡、威克婁郡、米斯郡。
- 02—科克市與科克郡部分地區：(021)科克，(022)瑪羅，(023)班頓，(024) 雅各哈，(025)佛摩伊（英语：Fermoy），(026)馬克隆，(027)班特里，(028)斯基布因（英语：Skibbereen），(029)密爾史曲（英语：Millstreet）。
- 03— 未使用
- 04— 東海岸，（不含都柏林、部分中部地區）：(041)德羅赫達，(042)鄧多克，(043)朗哥福德，(044)穆林加爾，(045)基爾代爾（英语：Kildare），(046)納文，(047)莫納漢，(049)卡文，(0402)阿克洛，(0404)威克洛。
- 05— 東南地區與東米德蘭（中東部地區）：(051)沃特福德 (芒斯特省)，(052)克合（英语：Cahir），(053)羅斯萊爾（英语：Rosslare），(054)班寇迪（英语：Bunclody），(056)基爾肯尼市，(057)圖拉摩，比爾與波特勞伊斯，(058)鄧加文，(059)卡洛，(0504)特洛斯，(0505)羅斯魁亞（英语：Roscrea）。
- 06— 西南地區與中西部地區：(061)利默里克與香農，(062)卡舍爾，(063)查爾維爾（英语：Charleville），(064)基拉尼與肯梅爾（英语：Kenmare），(065)英尼斯，(066)特拉利與汀格（英语：Dingle/An Daingean），(067)尼納格，(068)利斯托爾，(069)西紐卡斯爾（英语：Newcastle West）。
- 07— 西北部，斯萊戈郡與斯萊戈城，利特里姆郡、多尼戈爾郡：(071)斯萊戈，卡里克-香農與班鐸（英语：Bundoran），(074)萊特肯尼，柏勒波伊（英语：Ballybofey），格安提斯（英语：Glenties）
- 08— 手機、傳真電話與非地區電話。
- 09— 西部、西海岸與西米德蘭（部分中西部地區）包括戈爾韋郡，梅歐郡，西米斯郡：(090)阿斯隆，波納與巴利納斯洛（英语：Ballinasloe），(091)戈爾韋，(093)徒安（英语：Tuam）與海特佛（英语：Headford）（打往.戈爾韋郡），(094)卡斯爾巴，(095)可夫敦（英语：Clifden），(096)巴利納，(097)贝尔穆莱特，(098)韋斯特波特 (愛爾蘭)，亞喬（離岸島嶼），(099)肯羅南（英语：Kilronan）（離岸島嶼），阿倫群島。

## 人口

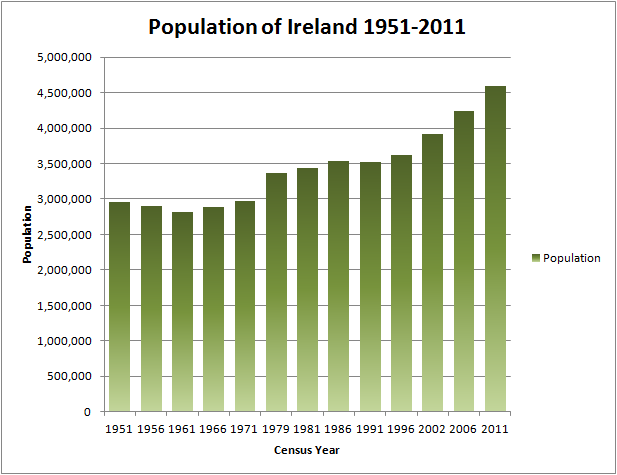
1951年以來愛爾蘭的人口

根據愛爾蘭中央統計局2006年出版的人口年鑑，截至2006年4月，全國人口達到420多萬，自2002年以來增長了8.1%，這是由於近年來，愛爾蘭出現了一些移民，其中來自歐盟以內的主要是英國人、德國人、法國人、羅馬尼亞人、波蘭人，來自歐盟以外的主要是美國人、奈及利亞人及華人。
總人口中98.7%為世居的愛爾蘭民族（屬凱爾特人），只有極少數的英格蘭人（30,000）、蘇格蘭人（5,000）、猶太人（4,000）等外來血統。2011年普查數據顯示總人口達到4,581,269。愛爾蘭的出生率為歐盟所有國家之中最高，婦女生育率在歐洲僅次於冰島。
2016年4月人口調查顯示總人口達到4,761,865，較五年前的調查上升3.8%增加173,613人。預期壽命為80.6歲較前次調查上升1.3歲。
愛爾蘭過去最多曾有800多萬人口。但因饑荒、傳染病等高死亡率與向外遷移使人口大幅減少，時至今日，愛爾蘭的總人口僅為歷史最高峰值的一半。但與此同時，共有7,000多萬愛爾蘭後裔分布於全球各地，位於美國的愛爾蘭裔高達3,200萬名。

### 語言

於2011年統計，愛爾蘭語的日常使用百分比

官方語言為愛爾蘭語（即本土凱爾特語）及英語。英語為絕大多數人的母語，愛爾蘭語通行範圍限於西海岸的一些地區，人口只有幾萬。愛爾蘭語為學校必修科目。大多數公共標示都用兩種語言書寫，國家廣播用兩種語言進行。愛爾蘭語在語言分類上屬於印歐語系的凱爾特語族，和同屬該語族的布列塔尼語、威爾斯語、以及蘇格蘭蓋爾語有相當密切的關係。愛爾蘭語是愛爾蘭共和國的官方語言，同時也是北愛爾蘭官方承認的區域語言，但北愛爾蘭使用人口只有26萬。

### 宗教
愛爾蘭宗教（2022年人口普查）
愛爾蘭憲法規定，國家不得支持任何特定宗教，並保障宗教自由。愛爾蘭約有75.7%的人口信仰基督教，其中最大的教派是天主教，約占人口69.1%。愛爾蘭是歐洲少有的幾個虔誠信仰宗教的國家之一，1973年時定期彌撒出席率超過90%。在2014年之前人工流產是違法的，在2014-2018年则得以孕妇身体健康因素或为避免自杀而實施；2019年开始孕妇在第12周孕期前可进行人工流产。天主教教義是愛爾蘭社會和生活方式的基礎，但近年宗教有衰落趨勢。在1996年至2009年，人們定期出席教堂的百份比已由66%降至46%，但仍遠高於大多數歐洲國家。1990年代，天主教會也經歷了一系列的性醜聞。1995年，愛爾蘭公民投票以50.28%的得票率決定廢止一項延續了58年的禁離婚法。
屬於聖公會的愛爾蘭教會為第二大教派，20世紀衰落，最近天主教又有反彈的趨勢，新教同時一些教派以及伊斯蘭教信徒也有增長的趨勢。愛爾蘭的猶太教社區人口有下降趨勢。

## 文化

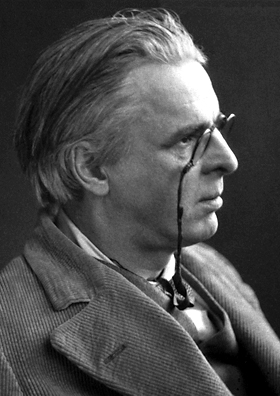
威廉·巴特勒·葉芝 (1865–1939)

- 文化成就：
  - 凱爾經(Book of Kells)
  - 健力士
  - 愛爾蘭民樂
  - 愛爾蘭踢踏舞

### 音樂
儘管受到全球化影響，愛爾蘭傳統音樂仍然充滿活力，並保留了許多傳統。它影響了各種音樂種類，例如美國鄉村和根源音樂，並在一定程度上影響現代搖滾。它也加入了其他風格，如搖滾和龐克搖滾樂。愛爾蘭在其他種類的音樂，如搖滾，流行，爵士，藍調也產生了許多國際藝人。
全國各地有許多的古典音樂樂團，如愛爾蘭廣播電視表演團體。

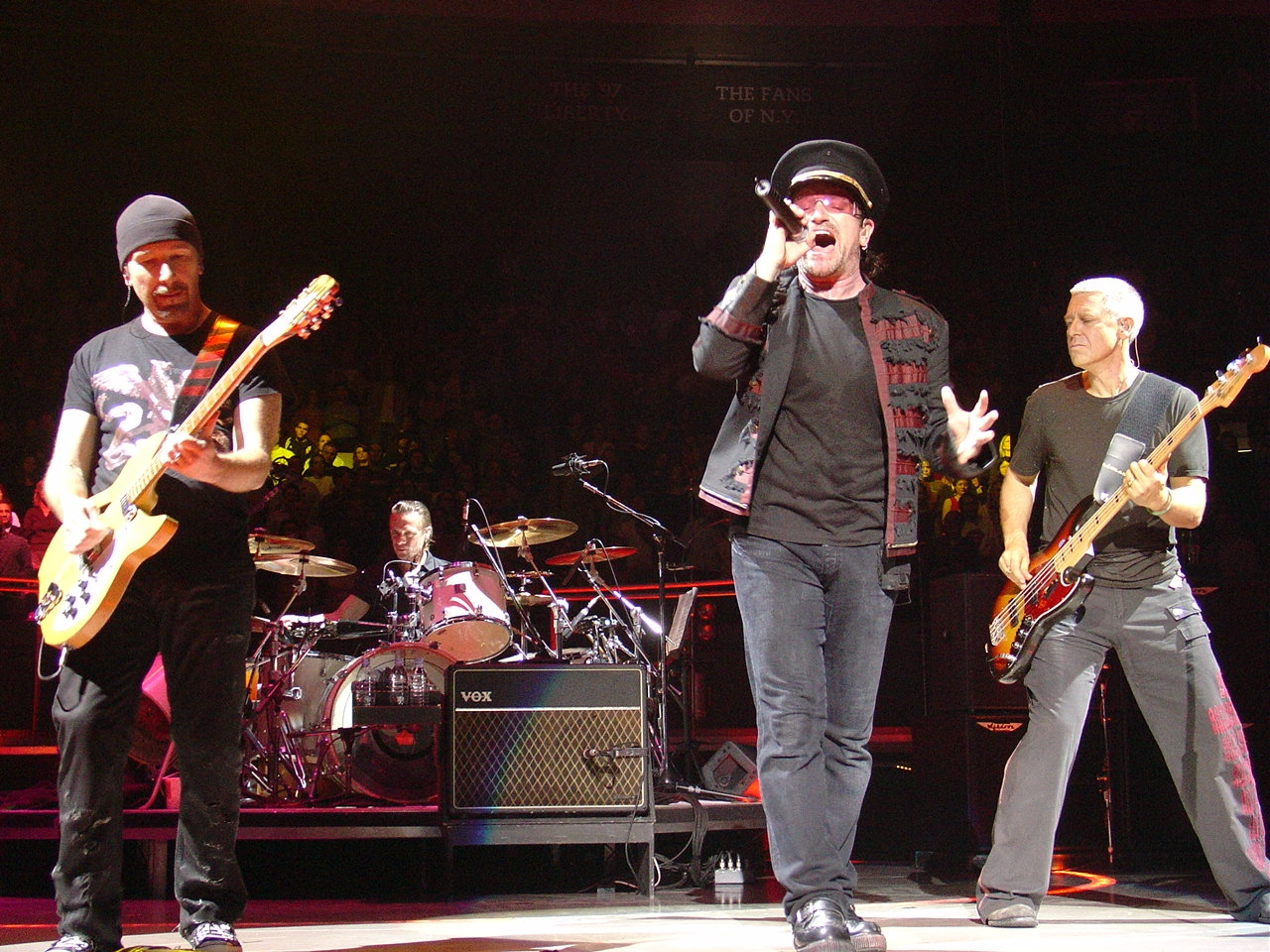
U2
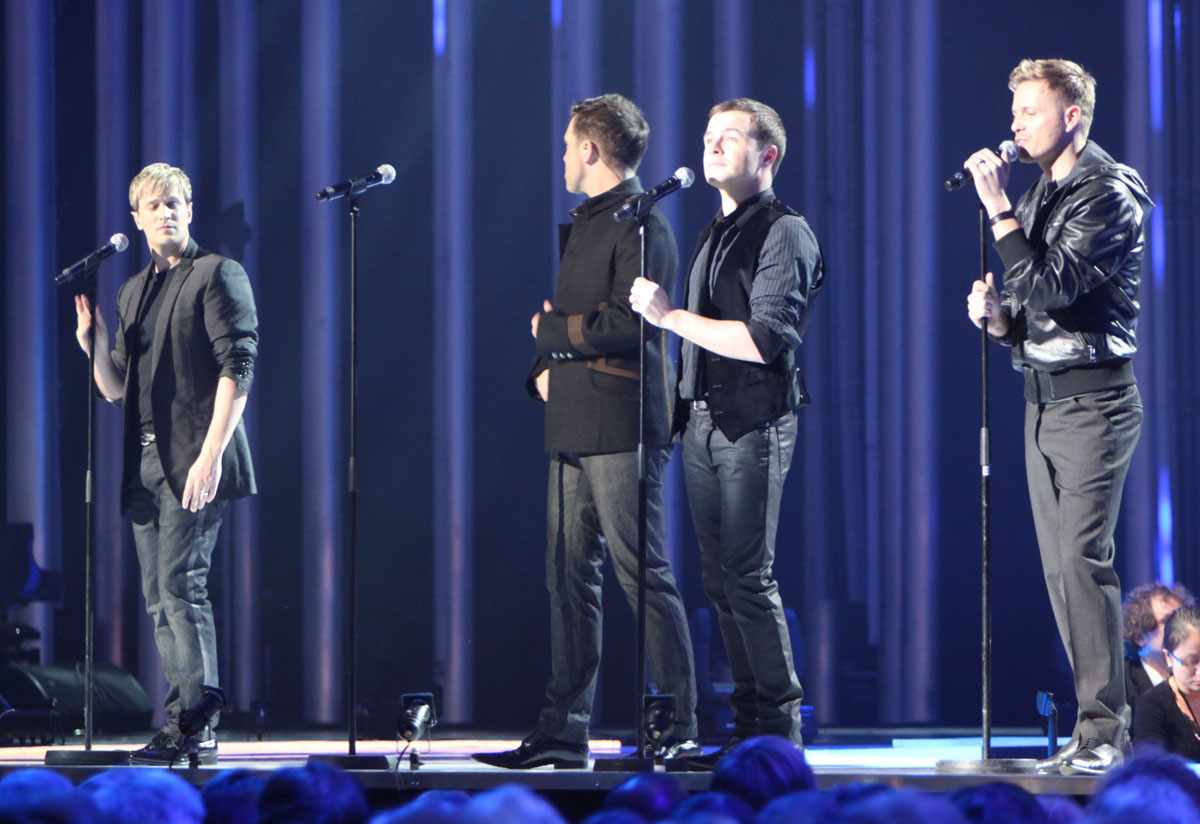
西城男孩
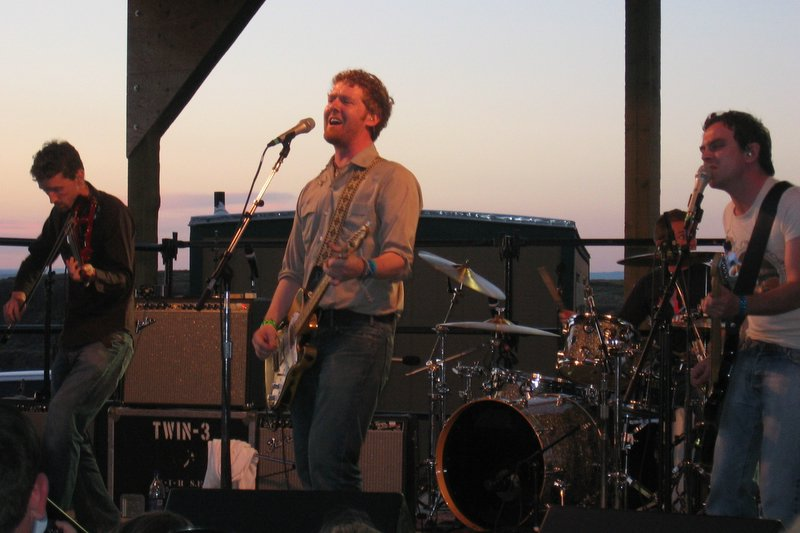
The Frames

### 舞蹈
- 愛爾蘭舞蹈 
  - 主演大河之舞

### 飲食
傳統的愛爾蘭菜餚以肉類和奶製品為主，蔬菜和海鮮為輔。馬鈴薯在16世紀引進後，也形成了許多傳統愛爾蘭美食的基礎。
古宾奶酪產自愛爾蘭南部，於1980年發明，是愛爾蘭特產。古宾奶酪外形呈扁平的圓形狀，外殼為黃色，散發着一種強烈的氣味。古宾奶酪在發售前的三星期起，要每天以鹽水涮洗。

### 博物館及圖書館

#### 博物館
酷兒檔案館位於首都都柏林，致力於保存愛爾蘭境內的LGBT歷史文獻與藝術作品。愛爾蘭酷兒檔案館自成立以來便在愛爾蘭的LGBT研究上佔有重要的地位，因為它提供學者們豐富且完整的歷史文獻進行研究。

### 體育
蓋爾式足球和板棍球是愛爾蘭最流行的兩項運動，是由蓋爾運動協會所推動的四大蓋爾運動當中的兩項。此外足球亦是極受到普羅大眾歡迎的運動，愛爾蘭國家足球隊亦是國家的象徵之一。
2011年歐洲聯賽決賽在5月18日舉行，在愛爾蘭都柏林英傑華體育場進行。由於歐洲足協避免球場以贊助商冠名，球場將會在決賽時改稱「都柏林球場」。

## 教育
- 都柏林大學，其下只有聖三一(Trinity)這一个個學院，亦稱都柏林聖三一學院(Trinity College Dublin)。
- 愛爾蘭國立大學，共有四所成員校，科克大學、都柏林大學學院、愛爾蘭國立大學戈爾韋與愛爾蘭國立大學梅努斯(NUI Maynooth)。

### 引用
1. ↑  . Irish Statute Book.   [2022-02-04]. （原始内容存档于2022-04-23）.
2. ↑  . Central Statistics Office. 2023-05-30  [2023-07-02].
3. ↑  . CSO.ie. Central Statistics Office. 2023-05-30  [2023-06-02].
4. 1 2 3  . www.cso.ie. Central Statistics Office (Ireland) - CSO. 2024-08-27  [2024-10-27].
5. ↑  . rte.ie. 2023-05-30. （原始内容存档于2023-05-30）.
6. 1 2 3 4  . www.imf.org. 國際貨幣基金組織. 2024-10-22  [2024-10-27].
7. ↑  . ec.europa.eu. 歐盟統計局.   [2023-09-03].
8. ↑   (PDF). 联合国开发计划署: 288. 2024-03-13  [2024-03-13].
9. ↑  L. Prakke; C. A. J. M. Kortmann; J. C. E. van den Brandhof, , Deventer: Kluwer: 429, 2004, ISBN 9013012558, Since 1937 Ireland has been a parliamentary republic, in which ministers appointed by the president depend on the confidence of parliament
10. ↑  Nations, United.  (报告). United Nations （英语）.
11. ↑   (PDF). HDRO (Human Development Report Office) 联合国开发计划署: 343.   [2022-01-29]. （原始内容存档 (PDF)于2020-12-15）.
12. ↑  Henry, Mark. . Dublin: Gill Books. 2021  [2022-01-29]. ISBN 978-0-7171-9039-3. OCLC 1276861968. （原始内容存档于2022-08-25）.
13. ↑   (PDF). Economics and Peace. 2024  [2025-02-21].
14. ↑  . NATO.   [2014-12-29]. （原始内容存档于2011-09-24）.
15. ↑  . The Irish Times.   [2023-02-15].
16. ↑  . The World Factbook. Central Intelligence Agency.   [2011-08-29]. （原始内容存档于2011-11-19）.
17. ↑  . Bloomberg L.P. 2016-07-13  [2021-01-01]. （原始内容存档于2016-07-14）.
18. ↑  Gabriel Zucman; Thomas Torslov; Ludvig Wier. . 美國全國經濟研究所, Working Papers: 31. 2018-06  [2021-01-01]. （原始内容存档于2018-06-10）. Appendix Table 2: Tax Havens
19. ↑  . The Irish Times. 2018-06-13  [2021-01-01]. （原始内容存档于2022-12-28）. New Gabriel Zucman study claims State shelters more multinational profits than the entire Caribbean
20. ↑  Nicoll, Ruaridh. . The Guardian (London). 2009-05-16  [2010-03-30]. （原始内容存档于2013-09-06）.
21. ↑  . Irish Independent. 2016-01-03.
22. ↑  Government of Ireland. . Republic of Ireland Act, 1948. Dublin: Government of Ireland. 1948  [2013-11-13]. （原始内容存档于2013-10-29）. It is hereby declared that the description of the State shall be the Republic of Ireland.
23. ↑   (PDF).   [2011-11-04]. （原始内容存档 (PDF)于2012-01-13）.
24. ↑  November getaways. . Independent.ie. 2010-08-22  [2010-11-12]. （原始内容存档于2010-08-25）.
25. ↑  November getaways. . Independent.ie. 2010-06-26  [2010-11-12]. （原始内容存档于2011-05-13）.
26. ↑  Lally, Conor. . Irish Times. 2009-11-25  [2010-11-12]. （原始内容存档于2010-12-31）.
27. ↑  . Met.ie.   [2009-10-22]. （原始内容存档于2010-02-09）.
28. ↑  . TravelInIreland.com.   [2009-10-22]. （原始内容存档于2009-09-19）.
29. ↑  . Met.ie.   [2009-10-22]. （原始内容存档于2011-07-23）.
30. ↑  . Met.ie.   [2009-10-22]. （原始内容存档于2008-05-08）.
31. ↑  .   [2014-01-10]. （原始内容存档于2011-09-24）.
32. ↑   (PDF). Environ.ie.   [2014-06-02]. （原始内容 (PDF)存档于2015年9月24日）.
33. ↑  Seán McCárthaigh, Dublin–London busiest air traffic route within EU 的存檔，存档日期2010-12-06., Irish Examiner, 31 March 2003
34. ↑  Mark Frary. . The Times (London). 2007-03-19  [2007-07-04]. （原始内容存档于2010-05-25）.
35. ↑  Ash makes Ryanair cancel flights until Monday 的存檔，存档日期2010-04-19.. Forbes. 16 April 2010.
36. ↑  . International Air Transport Association. 2008  [2013-11-13]. （原始内容存档于2012-02-17）.
37. ↑  . Central Statistics Office Ireland. 2004-11-09  [2009-07-09]. （原始内容存档于2011-02-23）.
38. ↑  Fottrell, Quentin. . Wall Street Journal (Online.wsj.com). 2010-06-30  [2011-06-30]. （原始内容存档于2011-06-23）.
39. ↑  . Irishtimes.com. 2010-11-28  [2011-06-30]. （原始内容存档于2011-07-16）.
40. ↑  . Washington Post.   [2022-05-26]. ISSN 0190-8286. （原始内容存档于2016-04-13） （美国英语）.
41. ↑  . Contemporary Music Centre – Links.   [2009-07-09]. （原始内容存档于2009年2月24日）.
42. ↑  .   [2011-01-19]. （原始内容存档于2012-08-01）.
43. ↑  .   [2008-03-06]. （原始内容存档于2008-01-09）.
44. Coakley, John. . Taylor & Francis. 2009-08-20: 76  [2011-05-02]. ISBN 978-0-415-47672-0. （原始内容存档于2018-12-25）.

## 延伸閱讀
- (the 1937 constitution)
- The Irish Free State Constitution Act, 1922
- J. Anthony Foley and Stephen Lalor (ed), Gill & Macmillan Annotated Constitution of Ireland (Gill & Macmillan, 1995) (ISBN 978-0-7171-2276-9)
- FSL Lyons, Ireland Since the Famine
- Alan J. Ward, The Irish Constitutional Tradition: Responsible Government and Modern Ireland 1782–1992 (Irish Academic Press, 1994) (ISBN 978-0-7165-2528-8)
- Michael J. Geary, An Inconvenient Wait: Ireland's Quest for Membership of the EEC, 1957–73 (Institute of Public Administration, 2009) (ISBN 978-1-904541-83-7)